# Walter Rau (Politiker)
Walter Rau (* 15. Februar 1909 in Mannheim; † 20. August 1976) war ein deutscher Politiker der CDU.

## Leben
Walter Rau besuchte das Realgymnasium. Im Anschluss nahm er Tätigkeiten im Verlagswesen auf und arbeitete in der Werbung. Ab 1931 wurde er selbstständig und war Inhaber der Firmen Walter Rau Verlag und Walter Rau Werbeagentur.
1969 wurde Walter Rau vom Kardinal-Großmeister Eugène Kardinal Tisserant zum Ritter des Ritterordens vom Heiligen Grab zu Jerusalem ernannt und am 29. Januar 1969 in Rom durch Lorenz Kardinal Jaeger, Großprior der deutschen Statthalterei, sowie Hermann Josef Abs, Statthalter in Deutschland, in den Orden investiert.

## Politik
Walter Rau war ab 1958 Mitglied der CDU. Er fungierte als Ortsverbandsvorsitzender in Lank. Ab 1965 war er 1. Vorsitzender der Kreismittelstandsvereinigung Kempen. Weiter war er Mitglied des Vorstandes des Kreisverbandes der CDU und Gemeinderatsmitglied in Strümp sowie Amtsratsmitglied in Lank ab 1964.
Walter Rau war vom 25. Juli 1966 bis zum 25. Juli 1970 direkt gewähltes Mitglied des 6. Landtages von Nordrhein-Westfalen für den Wahlkreis 036 Kempen II.